# Абботтабад (округ)
Абботтаба́д (урду ضلع ایبٹ آباد‎, англ. Abbottabad District) — один из 24 округов пакистанской провинции Хайбер-Пахтунхва. Округ назван в честь офицера британской армии — Джеймса Аббота.

## Географическое положение
Абботтабад граничит с округом Маншехра на севере, с Музаффарабадом на востоке, с Харипуром на запад и с Равалпинди на юге.

## История
Район назван в честь майора Джеймса Аббота, первого заместителя комиссара Хазары (1849—1853).

## Демография
По данным переписи 1998 года в округе Абботтабад проживало 880 000 человек, в 2008 году — 1,05 млн человек.